# Marie de Jésus de Bragance
Pour les articles homonymes, voir Bragance.
 (octobre 2021).
La mise en forme du texte ne suit pas les recommandations de Wikipédia : il faut le « wikifier ».
Les points d'amélioration suivants sont les cas les plus fréquents. Le détail des points à revoir est peut-être précisé sur la page de discussion.
- Les titres sont pré-formatés par le logiciel. Ils ne sont ni en capitales, ni en gras.
- Le texte ne doit pas être écrit en capitales (les noms de famille non plus), ni en gras, ni en italique, ni en « petit »…
- Le gras n'est utilisé que pour surligner le titre de l'article dans l'introduction, une seule fois.
- L'italique est rarement utilisé : mots en langue étrangère, titres d'œuvres, noms de bateaux, etc.
- Les citations ne sont pas en italique mais en corps de texte normal. Elles sont entourées par des guillemets français : « et ».
- Les listes à puces sont à éviter, des paragraphes rédigés étant largement préférés. Les tableaux sont à réserver à la présentation de données structurées (résultats, etc.).
- Les appels de note de bas de page (petits chiffres en exposant, introduits par l'outil «  Source ») sont à placer entre la fin de phrase et le point final[comme ça].
- Les liens internes (vers d'autres articles de Wikipédia) sont à choisir avec parcimonie. Créez des liens vers des articles approfondissant le sujet. Les termes génériques sans rapport avec le sujet sont à éviter, ainsi que les répétitions de liens vers un même terme.
- Les liens externes sont à placer uniquement dans une section « Liens externes », à la fin de l'article. Ces liens sont à choisir avec parcimonie suivant les règles définies. Si un lien sert de source à l'article, son insertion dans le texte est à faire par les notes de bas de page.
- La présentation des références doit suivre les conventions bibliographiques. Il est recommandé d'utiliser les modèles {{Ouvrage}}, {{Chapitre}}, {{Article}}, {{Lien web}} et/ou {{Bibliographie}}. Le mode d'édition visuel peut mettre en forme automatiquement les références.
- Insérer une infobox (cadre d'informations à droite) n'est pas obligatoire pour parachever la mise en page.

Pour une aide détaillée, merci de consulter Aide:Wikification.
Si vous pensez que ces points ont été résolus, vous pouvez retirer ce bandeau et améliorer la mise en forme d'un autre article.
Marie de Jésus de Bragance (de son nom complet : Maria de Jesus de Bragança et Bourbon) est née à Santarém, entre 1833 et 1837 et décédée à Ajuda le 3 février 1903. Elle est la fille naturelle du roi Michel Ier de Portugal et d'une dame d'origine modeste résidant à  Santarém. Marie, née dans la dernière période du règne de son père, a été semi-légitimée par le monarque avec l'octroi de noms royaux aux fins de l'enregistrement du baptême et de la reconnaissance de sa paternité.

## Biographie
D. Marie de Jésus de Bragance et Bourbon est née à Santarém entre 1833 et 1837. Son père Michel Ier de Portugal était alors encore célibataire, et sa mère était une dame d'origine et de condition humbles, d'identité inconnue, avec qui le monarque a eu une relation au cours de la dernière année précédant son départ en exil en Allemagne.
Comme la mère de D. Maria de Jesus de Bragança n'appartenait pas à la noblesse portugaise, cette fille ne bénéficiait pas de la même reconnaissance publique que D. Maria Assunção de Bragança, la première fille naturelle du monarque ; cependant, le roi lui accorda, comme il l'avait fait à sa première fille, le droit d'utiliser les noms royaux aux fins de l'enregistrement du baptême et de la reconnaissance de sa paternité. Comme Marie de Jésus est née avant l'application de la loi de bannissement, (qui après les guerres libérales, a contraint le roi et ses descendants à l'exil) à l'apogée du règne de son père et ayant été reconnue par lui-même, elle revendiquait également des droits de succession au trône de Portugal.
Marie de Jésus et sa demi-sœur D. Maria da Assunção de Bragança ont revendiqué des droits de succession (bien que ceux-ci aient été cachés en raison des intérêts personnels des autres enfants de Michel Ier nés en exil) et toutes deux se sont mariées et ont eu une descendance.

## Mariages et descendance
Marie de Jésus de Bragance s'est mariée une première fois avec D. Silverio Rodriguez, décédé à La Havane, République de Cuba. Ils n'ont eu aucun enfant.
Le 20 septembre 1873, à Lisbonne, dans l'église paroissiale de Santa Isabel, elle se maria une seconde fois avec Tomás José Fletcher de Melo Homem (Encarnação, Lisbonne, 23 février 1836 - Socorro, Lisbonne, 3 octobre 1905). Ils ont eu une fille, Maria Justina Micaela Tomásia José de Jesus de Melo (Socorro, Lisbonne, 23 juillet 1874 – Sanatorium de l'Hospital da Real Beneficência, Petrópolis, Brésil, 1962) et deux autres fils. Dans l'acte de mariage et dans l'enregistrement lui-même, Marie de Jésus a utilisé le nom « Maria Rosa Tell de Mondedeu da Silva », peut-être pour se cacher ; même si lors de la signature, elle a fait référence à sa véritable identité : "D. Maria de Jesus de Bragança e Bourbon, veuve de D. Silverio Rodriguez, du nom de D. Maria Rosa Tell de Mondedeu da Silva".
La fille de Marie et Tomas, baptisée un an après sa naissance, a été déclarée au registre comme la petite-fille maternelle de « D. Miguel de Bragança et grand-mère inconnue ». Maria Justina s'est mariée le 22 juin 1890, en l'église de Santa Justa, à Lisbonne, avec João Ferrão de Sequeira Barreto (Encarnação, Lisbonne, 7 avril 1862 – Santa Isabel, Lisbonne, 8 mars 1892), et ils eurent un fils nommé D. João de Melo de Sequeira Barreto (né le 21 septembre 1891), qui continua la descendance familiale. Elle eut également un autre fils, de père inconnu, lors de son séjour au Brésil, nommé D. Tomás de Melo (Rio de Janeiro, Brésil, 11 août 1906 – Paço de Arcos, Oeiras, 7 janvier 1990).

## Décès
Marie de Jésus de Bragance est décédée chez elle à Calçada da Tapada, au numéro 166 premier étage, dans la paroisse d'Ajuda (Lisbonne). Elle a été enterrée dans une tombe privée au Cemitério dos Prazeres, à Lisbonne.
Il est probable que Marie de Jésus et son mari étaient déjà séparés au moment de sa mort. Tomás José de Melo se remariera un an et quatre mois plus tard, le 5 juin 1904, avec D. Emília da Costa Carneiro, célibataire, avec qui il vivait, qui était gravement malade. La fille illégitime d'Emília, Angelica, née le 20 février 1879, fut baptisée fille d'un père inconnu dans la paroisse d'Encarnação. Il est donc probable qu'Angelica soit la fille naturelle de Tomás.

## Voir également
- Ligne de succession au trône portugais